# Cantone di Sauveterre-de-Guyenne
Il Cantone di Sauveterre-de-Guyenne era una divisione amministrativa dell'arrondissement di Langon.
A seguito della riforma approvata con decreto del 20 febbraio 2014, che ha avuto attuazione dopo le elezioni dipartimentali del 2015, è stato soppresso.

## Composizione
Comprendeva i comuni di:
- Blasimon
- Castelviel
- Cleyrac
- Coirac
- Daubèze
- Gornac
- Mauriac
- Mérignas
- Mourens
- Ruch
- Saint-Brice
- Saint-Félix-de-Foncaude
- Saint-Hilaire-du-Bois
- Saint-Martin-de-Lerm
- Saint-Martin-du-Puy
- Saint-Sulpice-de-Pommiers
- Sauveterre-de-Guyenne